# (12814) Vittorio
(12814) Vittorio est un astéroïde de la ceinture principale.

## Description
(12814) Vittorio est un astéroïde de la ceinture principale Il fut découvert le 13 février 1996 à Cima Ekar par Maura Tombelli et Ulisse Munari. Il présente une orbite caractérisée par un demi-grand axe de 2,31 UA, une excentricité de 0,14 et une inclinaison de 6,9° par rapport à l'écliptique.

## Compléments